# Красное Второе (Харьковская область)
Красное Второе (укр. Красне Друге) — бывшее село Каменского сельского совета Двуречанского района Харьковской области Украины.

## Географическое положение
Село Красное Второе находилось на правом берегу реки Оскол, на противоположном берегу расположен посёлок Гряниковка (нежилой), в 2-х км на север — село Красное Первое.

## История
- Дата упразднения села неизвестна.